# Charo Borges
Charo Borges (Santa Cruz de Tenerife, 6 de septiembre de 1947) es la primera jugadora de baloncesto canaria que fue internacional con la selección española femenina absoluta.

## Biografía
Mª del Rosario Borges Velázquez, conocida como Charo Borges, nació en Santa Cruz de Tenerife en 1947. Licenciada en Bellas Artes, por la Universidad de La Laguna, desde 1971, y catedrática de Dibujo de Bachillerato, desde 1980, ejerció como profesora, durante 41 años, en varios centros privados y públicos.

## Trayectoria
A los 13 años, comenzó a jugar a balonmano, en liga escolar, pero a los 15 se decantó por el baloncesto. Empezó a hacerlo en ligas escolares con un equipo del Colegio de las Dominicas de Santa Cruz de Tenerife y cuando acabó los estudios medios, la fichó el Mª Auxiliadora, del colegio Hogar Escuela de la misma ciudad, en la temporada 1966-67, equipo que había sido campeón de la 2ª División nacional en la temporada anterior, bajo la dirección del entrenador Jerónimo Foronda (+). Cuando desapareció el Mª Auxiliadora, formó parte del DISA, del OM, y del Medina Santa Teresa. En la temporada 1976-77 fue fichada por el Tenerife Krystal, primer equipo canario que ascendió a la Primera División nacional femenina, en la temporada 1975-1976, con Antonia Gimeno como entrenadora, retirándose del baloncesto federado en la temporada 1977-78..
En abril de 1971, su entrenador, Jerónimo Foronda Monje, en la fase final nacional, celebrada en Cáceres, le comunicó que José Lluis Cortés, seleccionador nacional femenino, la había elegido para jugar en la selección española absoluta. Con ella, sólo disputó el único partido celebrado por aquella selección y que fue un amistoso contra Australia, en Madrid. En 1974, fue preseleccionada por José Mª Sola, aunque fue excluida, en el último momento y sin verla jugar, porque su equipo, el Medina Santa Teresa, no se clasificó esa temporada, para participar en la Fase final, en la Península. Fue la primera deportista canaria, convocada por la selección española absoluta de baloncesto, logrando “abrir camino” a generaciones posteriores.
Fue campeona de Canarias, en varios equipos, durante siete temporadas consecutivas, desde la temporada 1966/1967 hasta la temporada 1972/1973. En las temporadas 66/67 y 67/68 campeona con el María Auxiliadora, con el DISA en la 68/69 y con el OM (Officine Meccaniche) en la 69/70, 70/71, 71/72 y 72/73. Fue medalla de bronce en la fase final de los Juegos Universitarios nacionales de 1972, con la Facultad de Filosofía, de la Universidad de La Laguna y fue máxima anotadora en varias temporadas, del campeonato canario y de algunas de las finales nacionales. Fue pionera en el lanzamiento en suspensión, técnica que aprendió con Antonio Díaz-Miguel.
Su etapa en el baloncesto no acabó cuando se retiró de las canchas en 1978, tras 16 años de trayectoria deportiva. Ha sido entrenadora en centros escolares, y vocal y delegada deportiva, formando parte de la directiva del Tenerife Krystal, en la temporada 1981-82 y colabora en todo lo que puede con el baloncesto, siendo lo último su colaboración en diversas actividades de la Copa del Mundo de Baloncesto Femenino en Tenerife en 2018.
En su blog ‘Memorias de una vieja gloria’, recopiló su vida deportiva y en él recoge parte de la historia del baloncesto femenino, dedicándolo a las generaciones venideras. En junio de 2023 salió a la venta su libro, basado en el citado blog y con el mismo título, Memorias de una vieja gloria, destinándose todo lo recaudado al equipo de baloncesto inclusivo, El Club de la Piruleta, de Santa Cruz de Tenerife.

## Palmarés

### Campeonatos nacionales
| Título                           | Club                                                          | País   | Año  |
| -------------------------------- | ------------------------------------------------------------- | ------ | ---- |
| Campeona de Canarias             | María Auxiliadora                                             | España | 1967 |
| Campeona de Canarias             | María Auxiliadora                                             | España | 1968 |
| Campeona de Canarias             | DISA                                                          | España | 1969 |
| Campeona de Canarias             | OM (Officine Meccaniche)                                      | España | 1970 |
| Campeona de Canarias             | OM (Officine Meccaniche)                                      | España | 1971 |
| Juegos Universitarios Nacionales | Facultad de Filosofía y Letras de la Universidad de La Laguna | España | 1972 |
| Campeona de Canarias             | OM (Officine Meccaniche)                                      | España | 1972 |
| Campeona de Canarias             | OM (Officine Meccaniche)                                      | España | 1973 |

### Individuales
- Máxima anotadora de la liga provincial y canaria, de las temporadas 1971/1972 y 1972/1973.[2]
- Máxima anotadora de las fases finales nacionales, celebradas en Alcoy, en la temporada 1971/1972, y en Tenerife, en la 1972/1973.[2]
- Máxima anotadora de las Fase de Sector y Fase Final de los Juegos Universitarios de la Temporada 1972-73, celebradas, respectivamente, en Valencia y Madrid.

## Premios y reconocimientos
- En 1967, formando parte del equipo C.B. Mª Auxiliadora, salió en los cromos que en la época editaba una marca de tabaco.[2]
- Mejor Deportista de la Federación tinerfeña de baloncesto, en las temporadas 1970-71, 1971-72 y 1972-73.
- Primera Mejor Deportista Femenina de la provincia de Santa Cruz de Tenerife, en la temporada 1971/1972, elegida por la Junta provincial de Educación Física y Deportes, de Santa Cruz de Tenerife, junto al tenista Ángel Luis Arbelo, elegido como el mejor masculino.[8] Hasta aquella temporada, sólo se daba este premio a los hombres.[2]
- Premio Leyenda Deportiva, concedido por la Asociación de Periodistas Deportivos de Tenerife, en la Gala del Deporte del año 1991.
- Distinción especial por ser la primera jugadora canaria internacional, concedido por la misma Asociación, en la Gala del Deporte de Tenerife, de 1998.
- Premio "10 Mujeres 10", en representación del baloncesto femenino, concedido también por la Asociación de periodistas deportivos, en la Gala del año 2002.
- Homenaje a las pioneras del baloncesto femenino, en Tenerife 2018.[9]